# Aimee Graham
Aimee Lynn Graham (née le 20 septembre 1971 à Milwaukee, Wisconsin) est une actrice américaine qui a joué notamment dans les films Amos et Andrew (1993), Jackie Brown (1997), 100 Girls (2000), et dans la série télévisée Les Experts.

## Biographie
Elle est la fille de Joan, un professeur et auteur de livres pour enfants, et James Graham, un ex agent du   FBI.
Elle est la sœur de Heather Graham.

## Filmographie
- 1994 : Reform School Girl (TV) de Jonathan Kaplan : Donna
- 1997 : Perdita Durango de Álex de la Iglesia : Estelle
- 2003 : Alien Hunter (TV) de Ron Krauss : Shelly Klein